# 骆驼巷站
骆驼巷站，位于中国甘肃省榆中县骆驼巷村，是一个陇海线上的铁路车站。该站建于1952年，目前为四等站，现仅办理货运业务，不办理旅客乘降业务。